# کاناپه

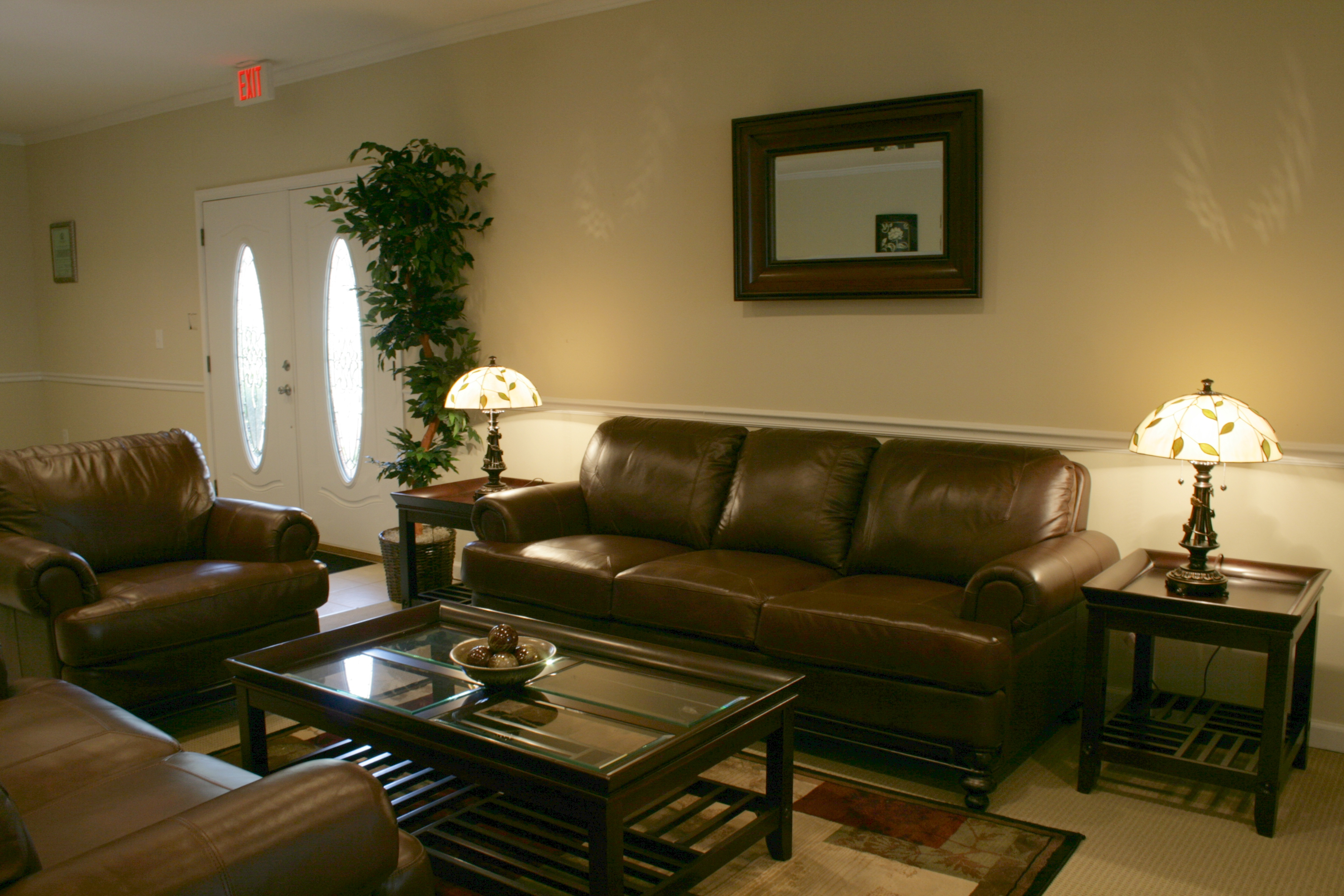
یک کاناپه سه نفره در لابی یک شرکت

کاناپِه (به فرانسوی: Canapé) یا مُبل (به فرانسوی: Meubles) نوعی مبل دو نفره، سه نفره و گاهی مبل چهار نفره است که به منظور نشستن بیشتر از یک نفر ساخته و طراحی شده‌است. کاناپه‌ها برای لمیدن و خواباندن دست، بازو و کمر طراحی و ساخته می‌شوند. بیشتر این نوع اسباب دارای دسته‌هایی هستند که در دو طرف آن و برای استراحت و جاگیری دست‌ها به کار می‌روند. کاناپه‌ها را معمولاً در اتاق‌های نشیمن، اتاق تلویزیون، اتاق ناهارخوری و اتاق استراحت قرار می‌دهند. ساختار کاناپه‌ها چوبی یا فلزی است و روکش آن‌ها از جنس پارچه، چرم یا ترکیب هر دوی آن‌ها است. در هتل‌ها، شرکت‌ها، برخی رستوران ها، اتاق‌های انتظار و گاهی مغازه‌ها از کاناپه استفاده می‌کنند.
البته توجه داشته باشید کاناپه‌ها به دو صورت سلطنتی و راحتی تقسیم می‌شود. همان‌طور که اسم آن ها مشخص است کاناپه راحتی بسیار راحت تر از کاناپه سلطنتی می‌باشد. برای راحتی بیشتر می‌توانید از کوسن برای راحتی و لم دادن بهتر استفاده کنید. کاناپه ها امروزه امکانات جدیدی پیدا کرده که می توان به مکانیزم های فلزی آن اشاره کرد که یک کاناپه را به تخت خواب یا میز ناهار خوری تبدیل می کند. 
البته در کنار کاناپه یا مبل، می‌توان از اکسسوری های مبلمان مانند میز عسلی، میز جلو مبلی، انواع پوف مراکشی، نیمکتی یا بالشتی به همراه کوسن استفاده کرد. به این ترتیب بیشترین هماهنگی دکوراسیون داخلی و مبلمان حاصل می‌شود. 

## نگارخانه

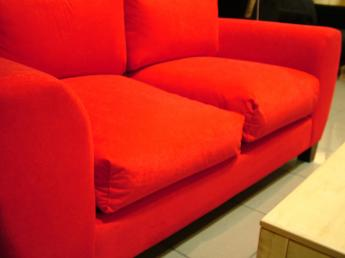
مبل راحتی دو نفره
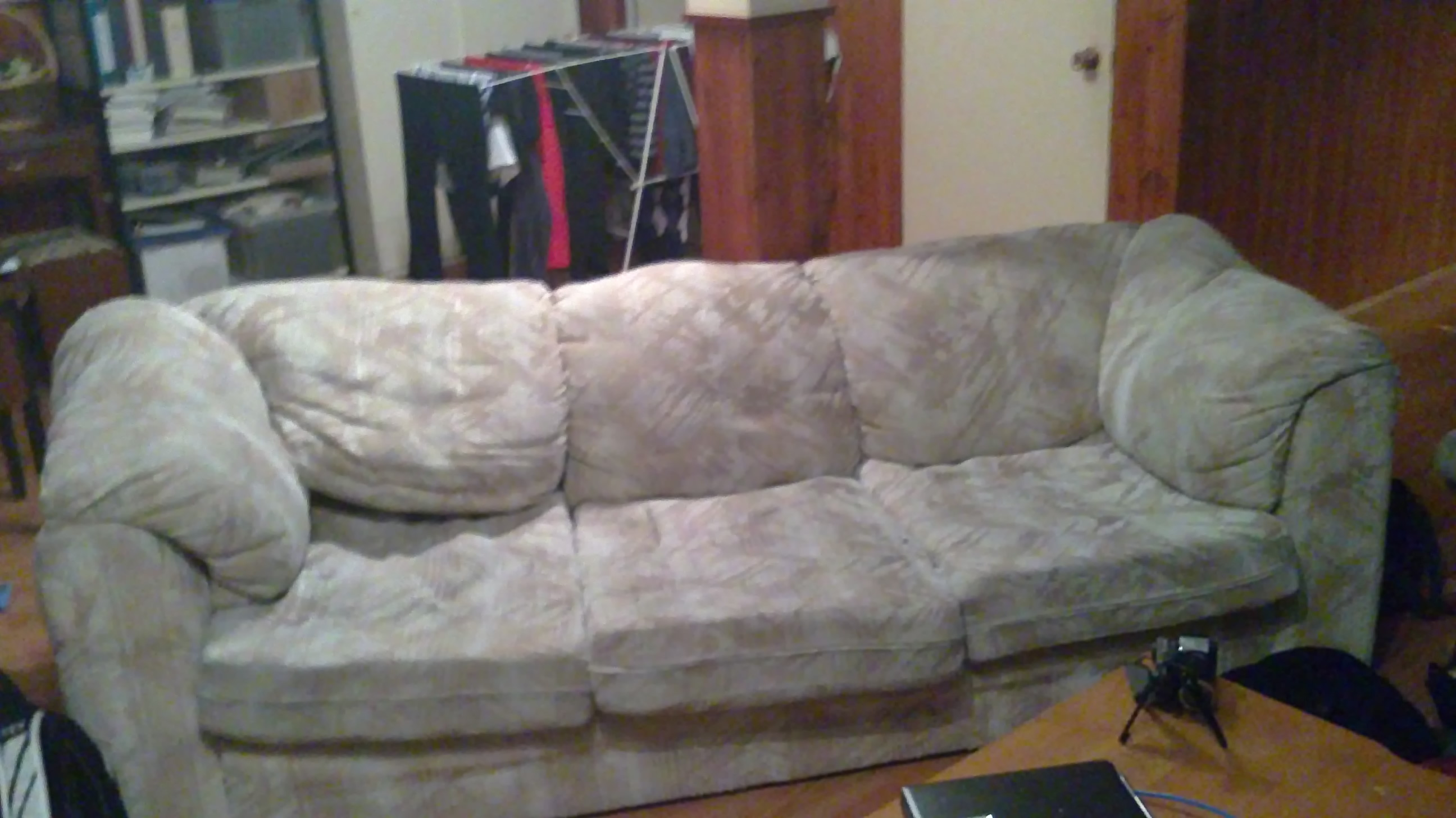
سنتی
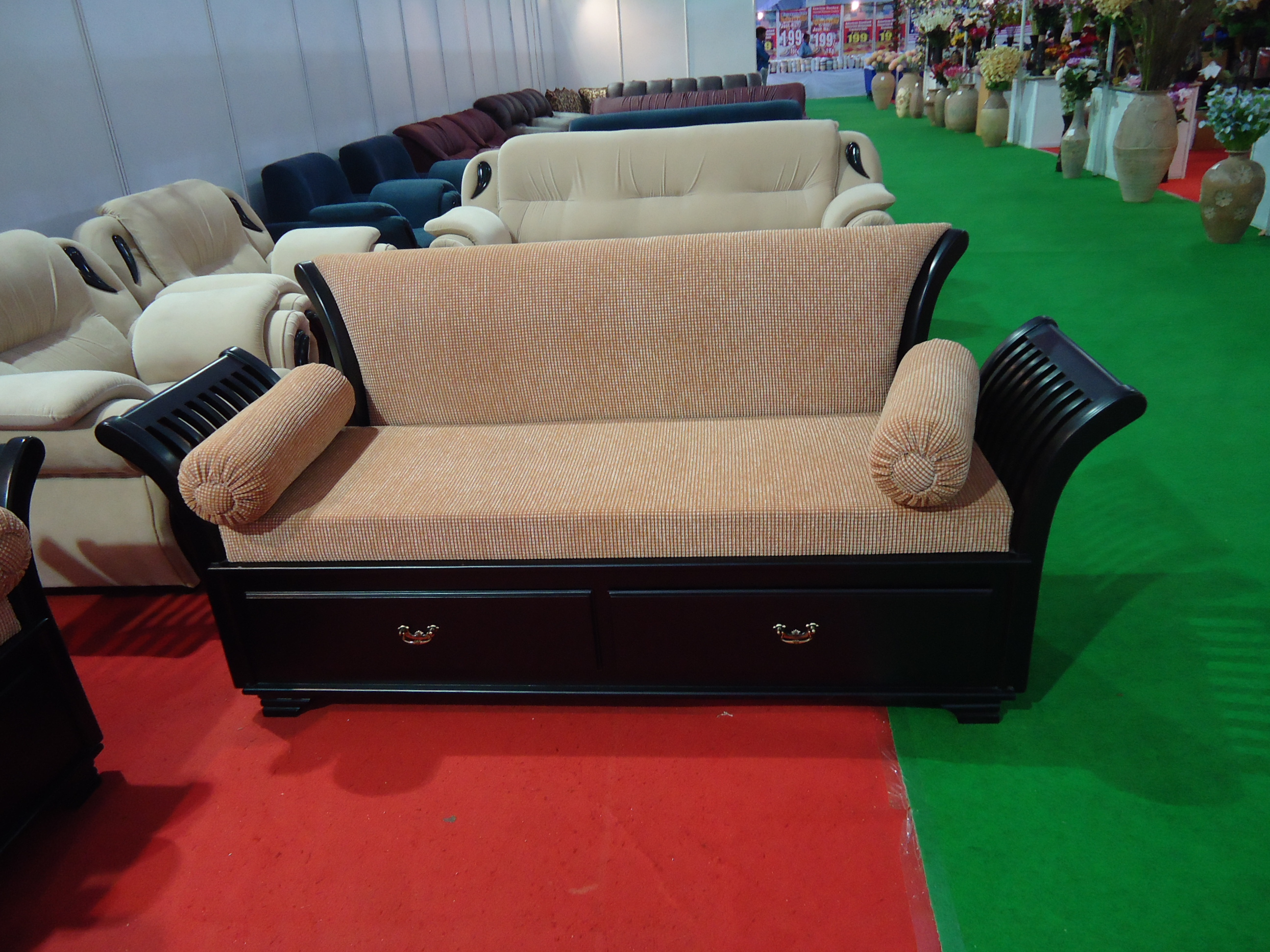
نرده دار
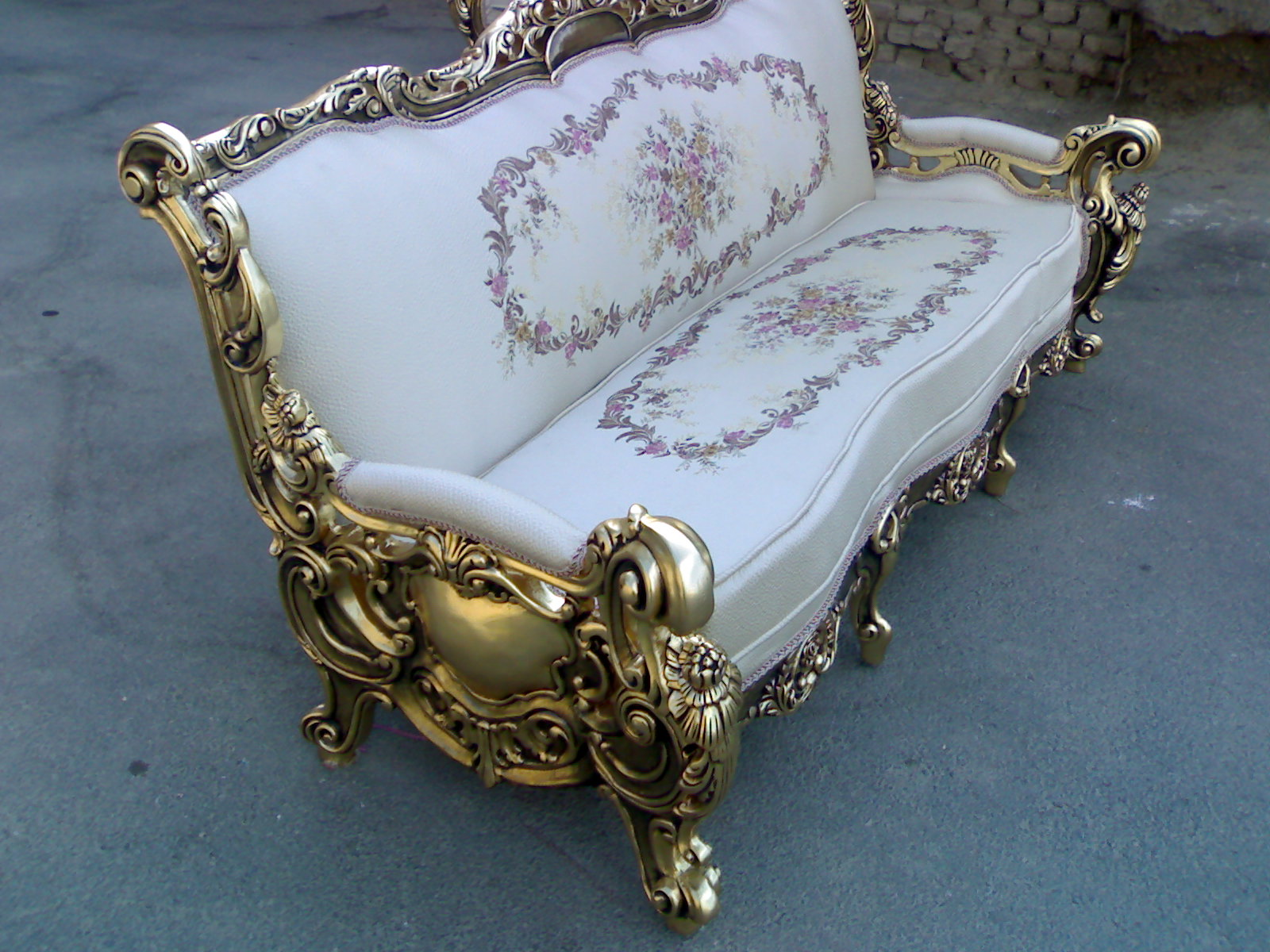
کاناپه استیل منبت دار